# Austen Chamberlain
Pour les articles homonymes, voir Chamberlain.
 (août 2019).
Si vous disposez d'ouvrages ou d'articles de référence ou si vous connaissez des sites web de qualité traitant du thème abordé ici, merci de compléter l'article en donnant les références utiles à sa vérifiabilité et en les liant à la section « Notes et références ».
Austen Chamberlain, né à Birmingham le 16 octobre 1863 et mort à Londres le 17 mars 1937, est un homme politique britannique membre du Parti conservateur.

## Biographie

### Jeunesse et études
Il est le fils d'un premier mariage de Joseph Chamberlain et le demi-frère de Arthur Neville Chamberlain, qui est né d'un second mariage. Après des études à la Rugby School puis au Trinity College (Cambridge), Chamberlain voyage en Europe, notamment en France et à Berlin. En France, il suit les cours de l'École libre des sciences politiques et étudie notamment dans la conférence de méthode d'André Lebon en 1886.

### Parcours professionnel
Il fut le chef du Parti unioniste, puis dirigeant du Parti conservateur.
De retour à Londres, il est élu député conservateur à la Chambre des communes en 1892, nommé Chancelier de l'Échiquier (1903-1905, 1919-1921), secrétaire d'État de l'Inde (1915-1917), membre du Cabinet de guerre (1918-1919).
Il est ensuite ministre des Affaires étrangères entre 1925 et 1929 et est l'un des instigateurs pour le Royaume-Uni, avec Gustav Stresemann et Aristide Briand, des accords de Locarno de 1925, qui lui valent le prix Nobel de la paix cette même année.
Sous le cabinet du conservateur Stanley Baldwin, il est l'architecte du rapprochement avec l'Italie fasciste de Benito Mussolini, qu'il rencontre personnellement quatre fois, notamment en matière de politique coloniale. En juillet 1925, un accord permet à l'Italie d'annexer des territoires, jusque-là rattachés au Kenya britannique. Puis, en avril 1926, les deux puissances coloniales s'entendent pour étendre leurs zones d'influences au détriment de l’Empire éthiopien.